# Brazii (gmina w okręgu Arad)
Brazii – gmina w Rumunii, w okręgu Arad. Obejmuje miejscowości Brazii, Buceava-Șoimuș, Iacobini, Mădrigești i Secaș. W 2011 roku liczyła 1155 mieszkańców.